# Capulhuac
Capulhuac är en kommun i Mexiko. Den ligger i Tolucadalen i den centrala delen av delstaten Mexiko och cirka 70 km sydväst om huvudstaden Mexico City. Den administrativa huvudorten i kommunen Capulhuac är Capulhuac de Mirafuentes, med 20 757 invånare år 2010. 
Kommunen hade sammanlagt 34 101 invånare vid folkräkningen 2010. Kommunens area är 32,25 kvadratkilometer. Calimaya tillhör regionen Toluca.
Kommunpresient sedan 2016 är José Eduardo Neri Rodríguez från Partido de la Revolución Democrática (PRD).

## Orter
De fem största samhällena i Calimaya var enligt följande vid folkräkningen 2010.
1. Capulhuac de Mirafuentes, 20 757 invånare.
2. San Miguel Almaya, 4 941 invånare.
3. San Nicolás Tlazala, 4 578 invånare.
4. Agua Blanca, 1 092 invånare.
5. Lomas de San Juan, 917 invånare.